# Ке
Ք, ք (арм. քեо файле, в кл. орф. քէ, ке) — тридцать шестая буква армянского алфавита. Создал Месроп Маштоц в 405—406 годах.

## Использование
И в восточноармянском, и в западноармянском языках обозначает звук [kʰ]. Числовое значение в армянской системе счисления — 9000.
Использовалась в курдском алфавите на основе армянского письма (1921—1928) для обозначения звука [kʰ].
В системах романизации армянского письма передаётся как kʼ (ISO 9985, BGN/PCGN), kʻ (ALA-LC). В восточноармянском шрифте Брайля букве соответствует символ ⠬ (U+282C), а в западноармянском — ⠅ (U+2805).

## Кодировка
И заглавная, и строчная формы буквы ке включены в стандарт Юникод начиная с версии 1.0.0 в блоке «Армянское письмо» (англ. Armenian) под шестнадцатеричными кодами U+0554 и U+0584 соответственно.

## Галерея

Округлый еркатагир
Прямолинейный еркатагир
Болоргир
Нотргир
Шхагир
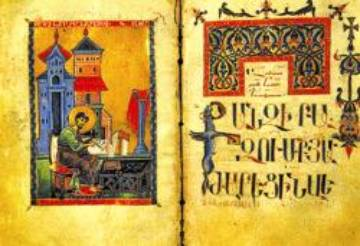
Заглавная буква «Ք» на средневековой рукописи
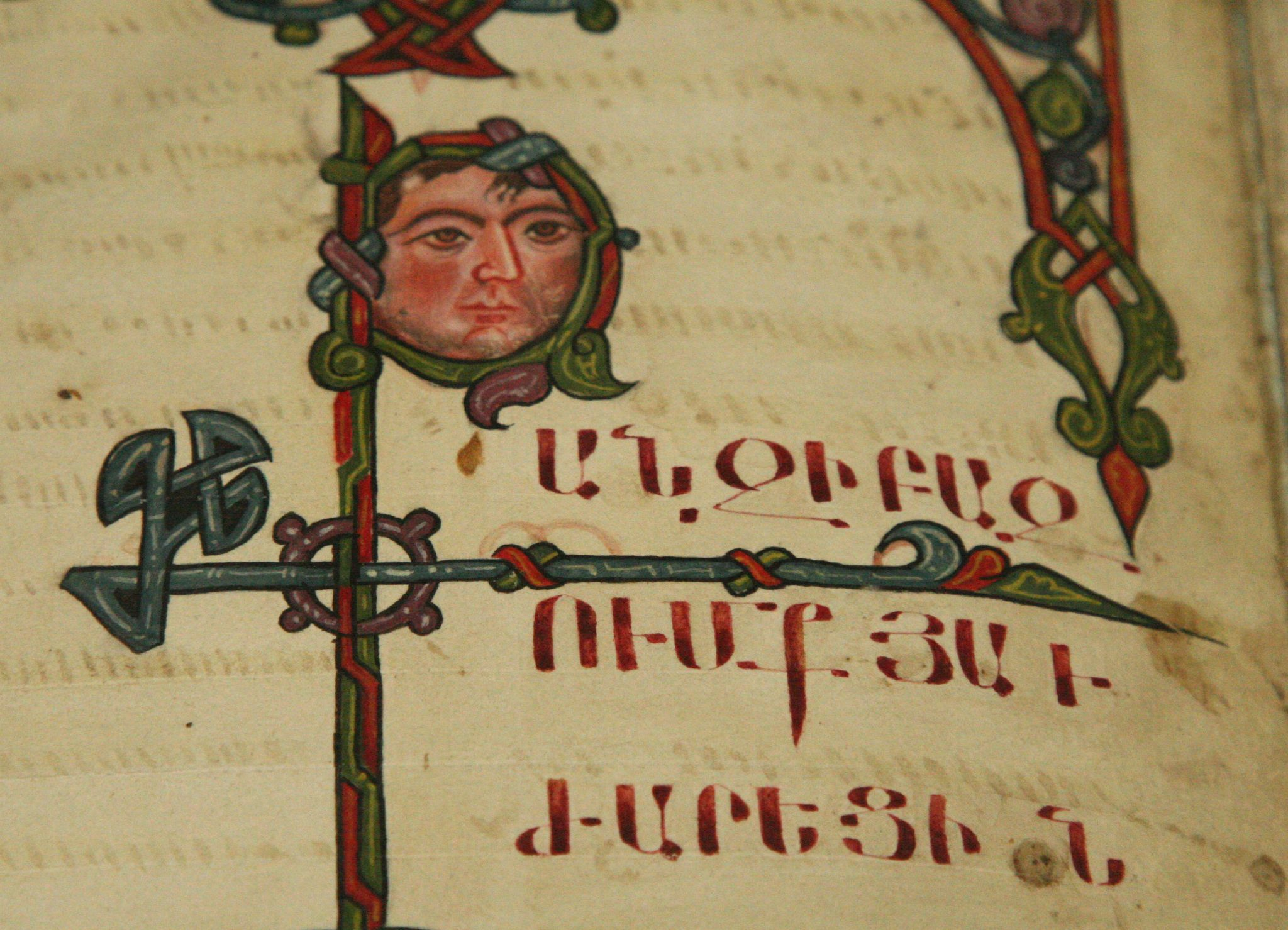
Заглавная буква «Ք» на средневековой рукописи